# Ooctonus orientalis
Ooctonus orientalis är en stekelart som beskrevs av Doutt 1961. Ooctonus orientalis ingår i släktet Ooctonus och familjen dvärgsteklar. Inga underarter finns listade i Catalogue of Life.